# Айнинский район

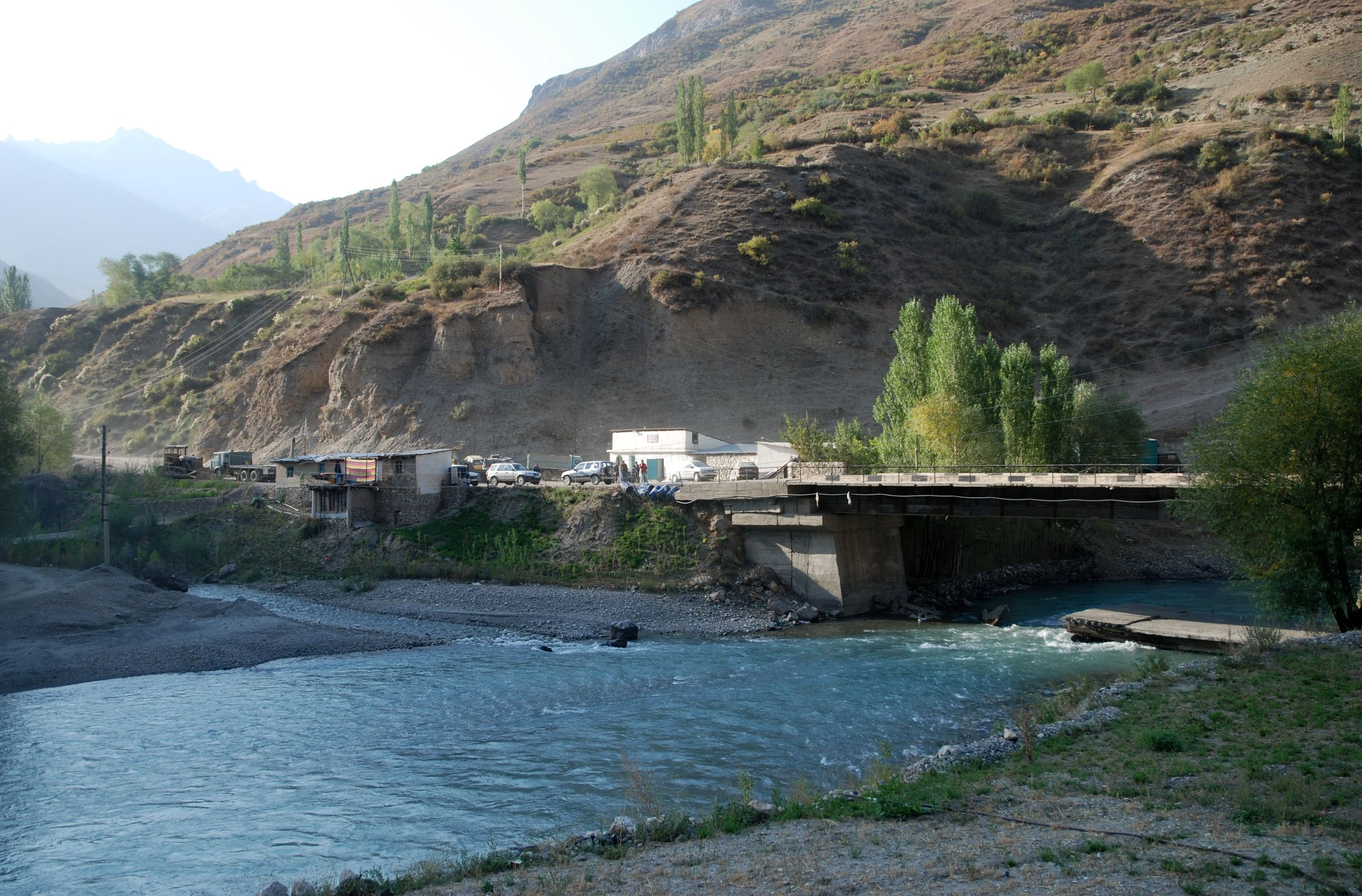
Правый приток Фандарьи — Ягноб в южной части Айнинского района

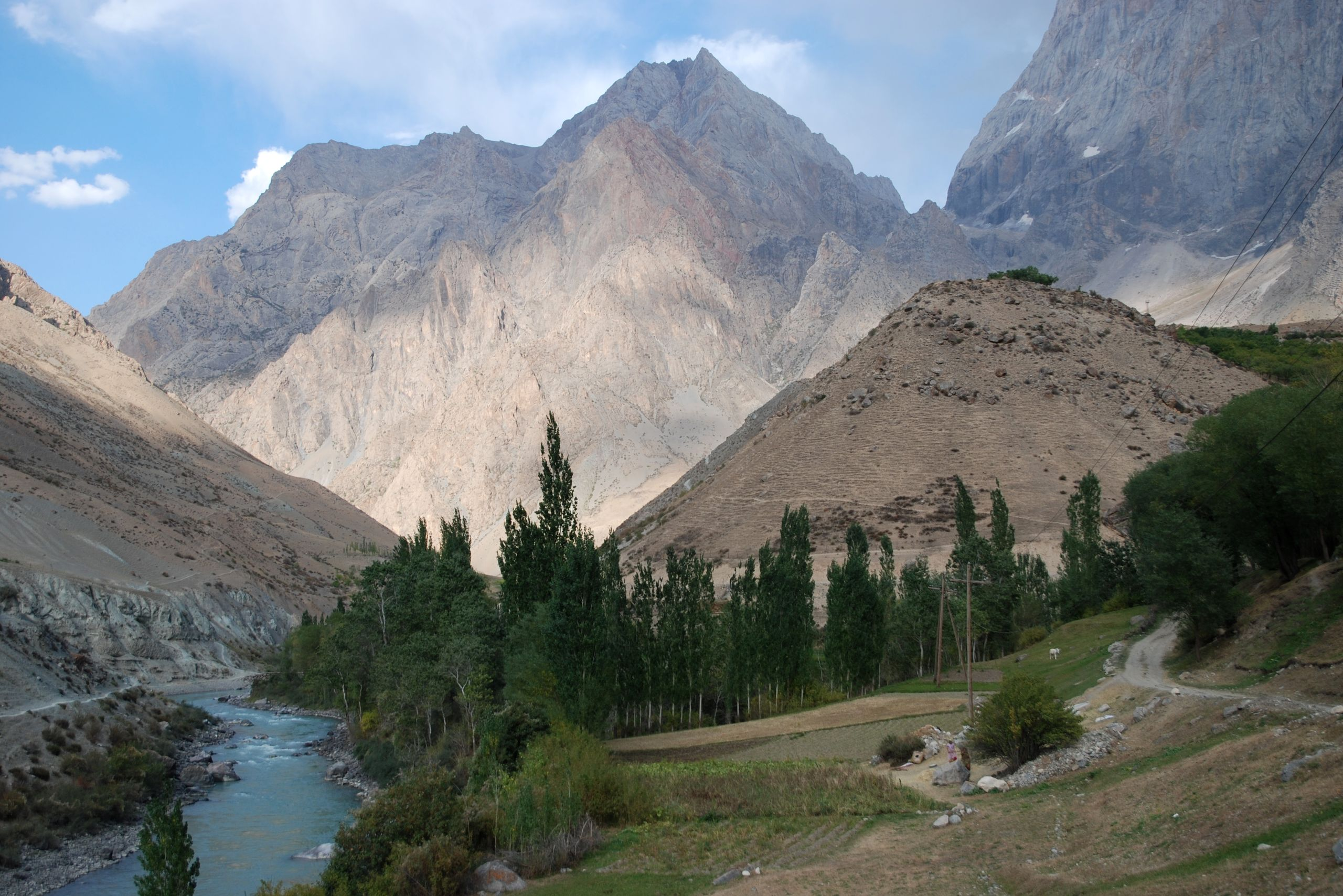
Среднее течение притока Ягноб и северные склоны Фанских гор в Айнинском районе

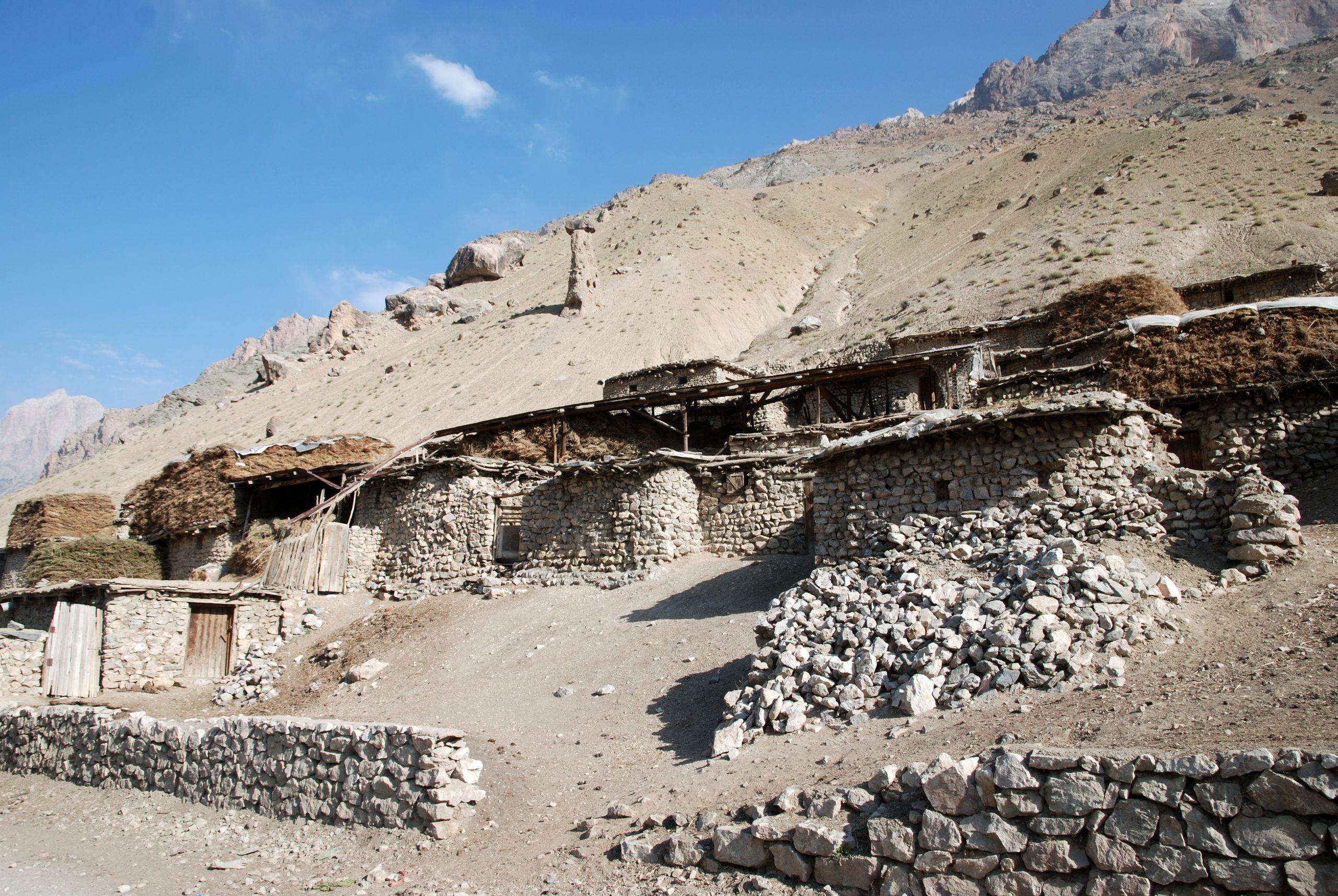
Каменные жилища Анзобского джамоата

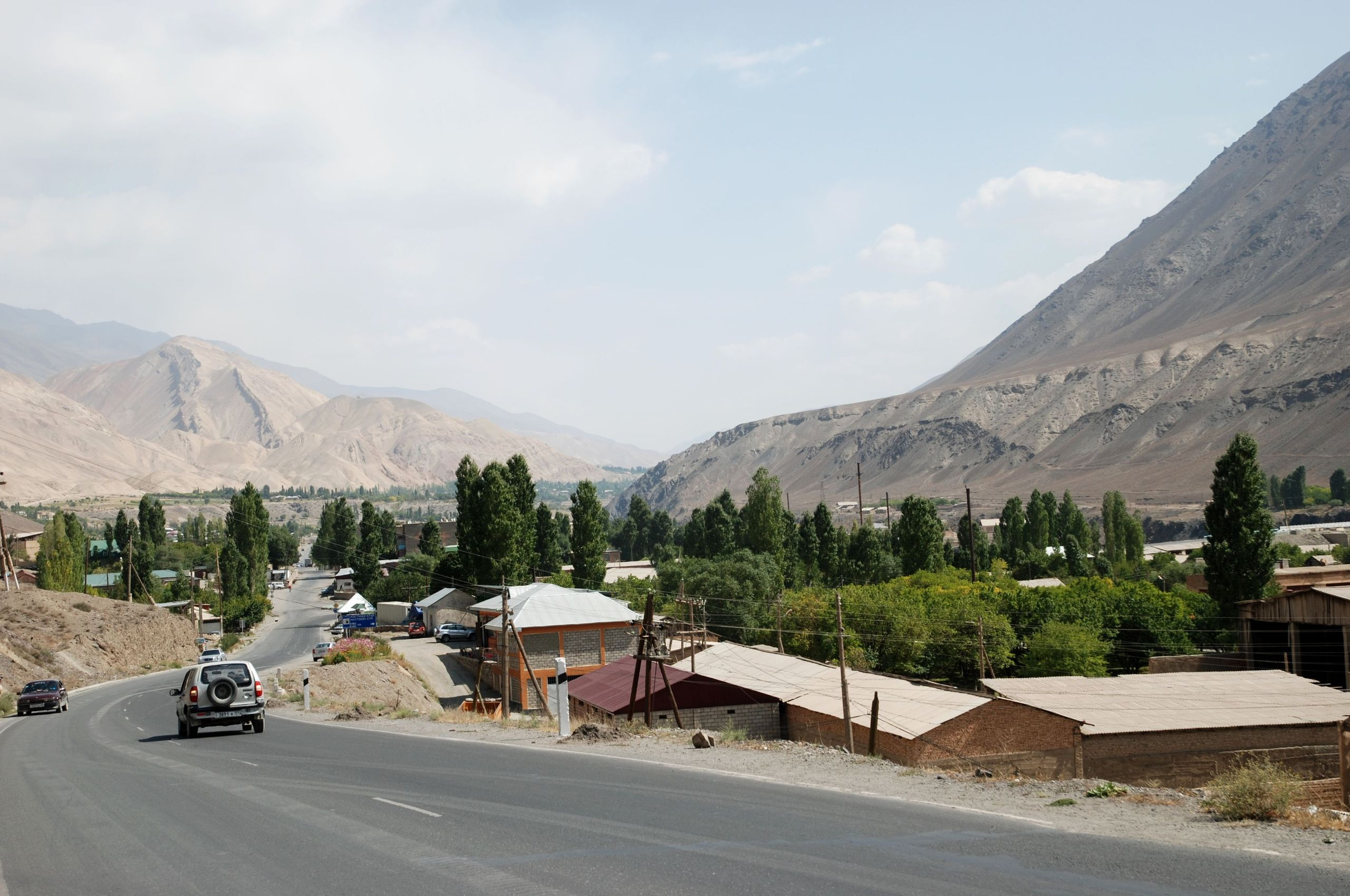
Въезд в пгт Айни с западной стороны

Айни́нский райо́н (тадж. Ноҳияи Айнӣ) — административный район Согдийской области Республики Таджикистан. Районный центр — село Айни (ранее — Варзи Манор, Захматабад), расположенный в 177 км южнее города Худжанда и в 140 км к северу от Душанбе (через перевал Анзоб, а через тоннель — приблизительно на 30—40 км ближе).

## География
С севера граничит с Джизакской областью Узбекистана и с Шахристанским районом, с северо-востока — с районом Деваштич, с востока — с Горно-Матчинским и Раштским районами, с запада — с Пенджикентским районом Согдийской области, с юга — с Шахринавским, Гиссарским, Варзобским и Вахдатским районами республиканского подчинения, с юго-запада — с Сурхандарьинской областью Узбекистана.

## История
В средние века по территории края пролегал Великий шелковый путь. До середины XIX века на территории нынешнего Айнинского района располагалось одно из бекств (княжеств) Бухарского эмирата — Фальга́р.
После завоевания в 1868 году Российской империей восточных территорий Бухарского эмирата было создано административное образование в составе Среднеазиатских владений Российской империи — Зеравшанский округ.
В состав данного округа вошли города: Самарканд, Ургут, Пенджикент, Каттакурган, Чилек и Пайшанба, а также многочисленные кишлаки. Таким образом, впервые территория сегодняшнего Айнинского района вошла в чётко определённое административное образование Туркестанского генерал-губернаторства.
1 января 1887 года Зеравшанский округ был упразднён, и его территория была включена в состав новообразованной Самаркандской области. Данная область делилась на 4 уезда: Джизакский, Катта-Курганский, Самаркандский и Ходжентский. Основная территория сегодняшнего Айнинского района входила в состав Самаркандского уезда области.
30 апреля 1918 года территория Самаркандской области стала частью Туркестанской АССР, а 14 октября 1924 года в результате национально-территориального размежевания Средней Азии в СССР восточная часть Самаркандской области вошла в состав новообразованной Таджикской АССР в составе Узбекской ССР.
После данного вхождения из одной из её частей был образован Пенджикентский округ, в который входили 6 туманов (Пенджикентский, Афтобруинский, Искандаровский, Кштутский, Маргиано-Фаробский и Фальгарский).
6 октября 1929 года Таджикская АССР была преобразована в Таджикскую ССР и выведена из состава Узбекской ССР в самостоятельную союзную республику.
23 ноября 1930 года был образован Варзиминорский район Таджикской ССР. В 1933 году Варзиминорский район был переименован в Захматабадский район. 27 октября 1939 года он вошёл в состав новообразованной Ленинабадской области. В 1955 году Захматабадский район был переименован в Айнинский район в честь известного таджикского поэта и писателя — Садриддина Айни.
После обретения Таджикистаном независимости район продолжает находиться в составе Согдийской области (в советские годы — Ленинабадской области).

## Население
По данным на 2022 год в районе проживало 91 200 человек. Плотность населения составляла 17,5 чел./км². Основная часть населения района проживает в сельской местности (97%), её составляют таджики. Из этнических меньшинств имеются ягнобцы.
| Численность населения | Численность населения | Численность населения | Численность населения | Численность населения | Численность населения | Численность населения | Численность населения |
| 1939                  | 2003                  | 2004                  | 2005                  | 2006                  | 2007                  | 2008                  | 2009                  |
| --------------------- | --------------------- | --------------------- | --------------------- | --------------------- | --------------------- | --------------------- | --------------------- |
| 29 477                | ↗67 600               | ↗68 600               | ↗69 500               | ↗69 700               | ↗70 200               | ↗70 800               | ↗71 600               |
| 2019                  | 2020                  | 2021                  | 2022                  |                       |                       |                       |                       |
| ↗82 300               | ↗83 600               | ↗90 200               | ↗91200                |                       |                       |                       |                       |

## Административно-территориальное устройство и руководство
Административным центром района является посёлок городского типа — Айни, с населением более 12 000 человек, который расположен в 177 км к югу от областного центра — города Худжанда, в 140 км к северу от столицы — Душанбе (через перевал Анзоб), а через тоннель — приблизительно 100 км.
В районе также имеется 1 населённый пункт со статусом посёлка — Зарафшан, с населением около 3000 человек. В состав района входят также 8 сельских общин (джамоатов). Ниже представлен список данных джамоатов:
| Административное деление Айнинского района |                  |
| Сельская община (джамоат)                  | Население (2015) |
| Зарафшан, пгт                              | 2 200            |
| Айни                                       | 14 862           |
| Анзоб                                      | 8 238            |
| Дар-Дар                                    | 7 562            |
| Рарз                                       | 8 998            |
| Урметан                                    | 18 016           |
| Фандарья                                   | 9 478            |
| Шамтуч                                     | 6 557            |

Главой Айнинского района является Раи́с Хукума́та (Председатель районного Правительства), который назначается Президентом Республики Таджикистан. Глава района одновременно является Председателем Правительства района. Законодательный орган Айнинского района — Маджлис народных депутатов, который избирается всенародно на 5 лет. Здание администрации и Правительства района расположено в посёлке городского типа Айни.

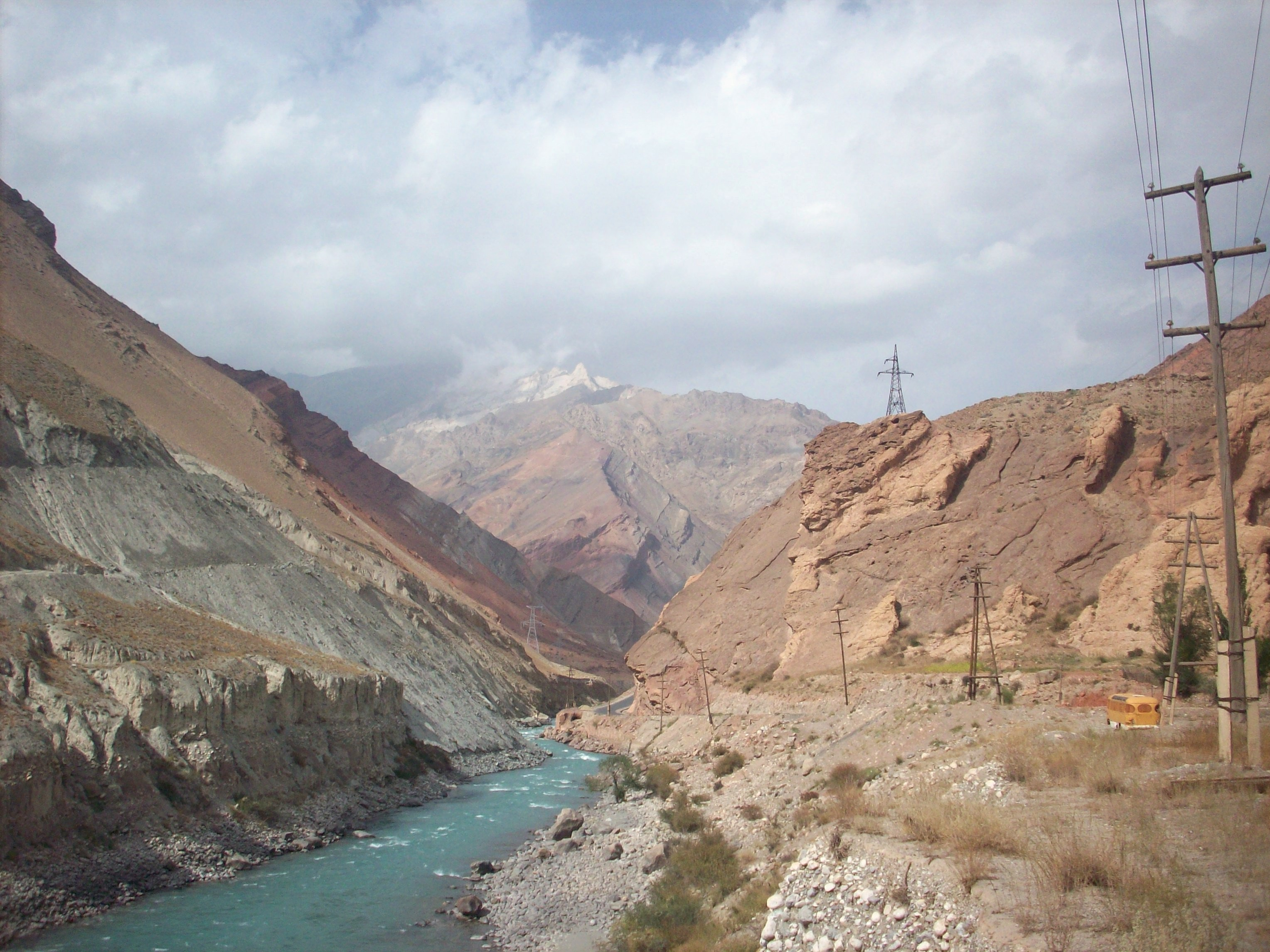
Долина реки Зарафшан вблизи пгт Айни

## Природа

### Климат

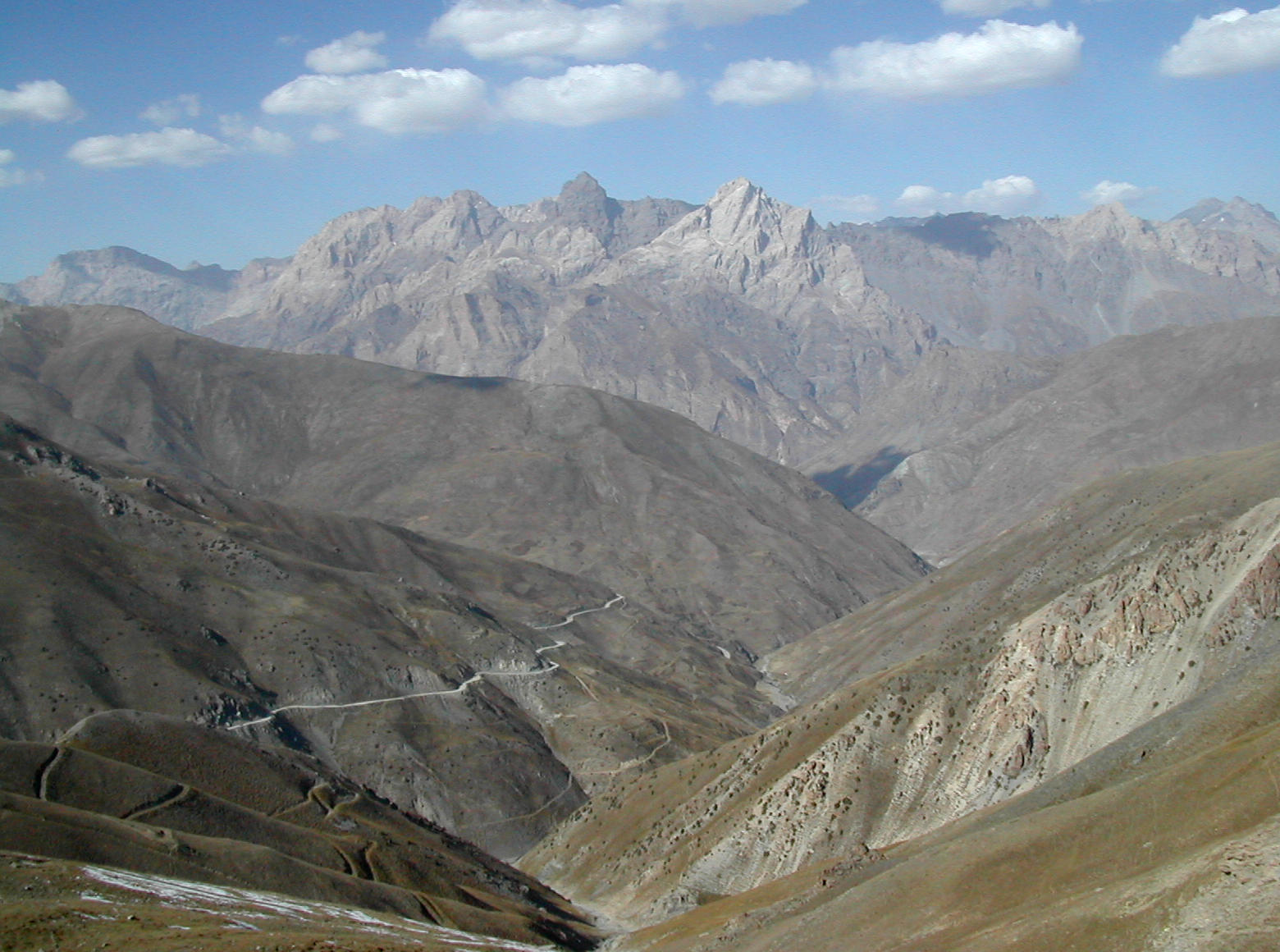
Вид на Гиссарский хребет с перевала Анзоб

Климат территории района является субтропическим внутриконтинентальным, с жарким и сухим летом при холодной зиме. Среднегодовая температура составляет +17,0 °C; средняя температура января равна −2,0 °C, средняя температура июля +27,0 °C. Абсолютный минимум температуры составил −25 °C, абсолютный температурный максимум +55 °C. В среднем на территории района выпадает 450—500 мм осадков за год (основная часть осадков приходится на весну и осень). Вегетационный период длится 215—217 дней.

### Почвы
Почва западной части района состоит в основном из песков и песчаников. Почвенный покров холмисто-увалистых адыров и низменностей образованы в основном лугово-серозёмными почвами и солончаками.

### Рельеф
Рельеф территории района можно разделить на два вида: долинный и горный. Крайняя западная часть района занимают относительно низкие горы, которые западнее становятся восточной границей Зарафшанской долины. С северной стороны Айнинский район окружён Туркестанским, с южной стороны Зарафшанским хребтами. На крайней юго-западной части района расположен северный склон Гиссарского хребта. Южную часть района занимают Фанские горы. Территория района в среднем находится на высоте 1600—1800 метров над уровнем моря.

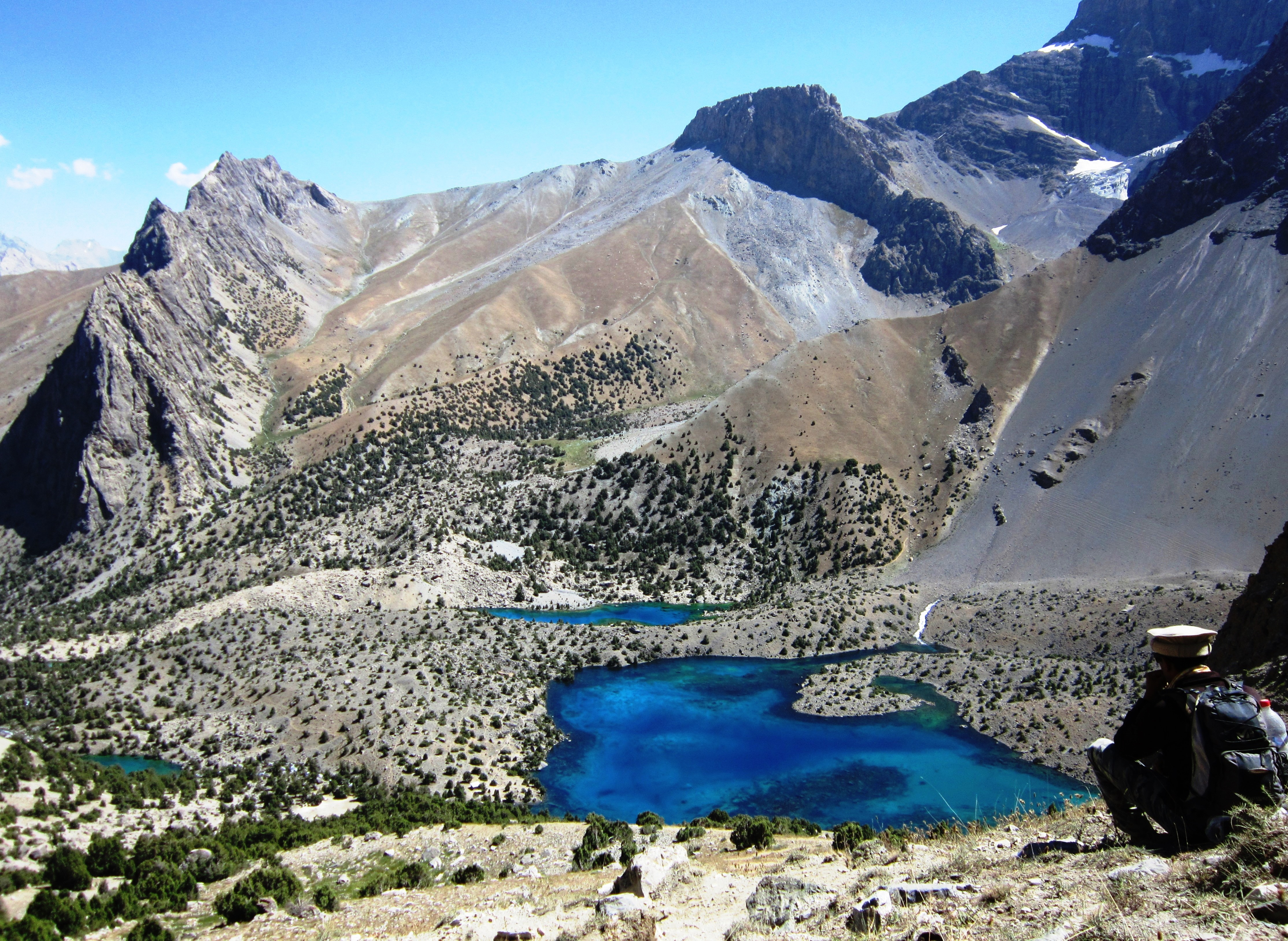
Фанские горы и Алаудинские озёра в южной части Айнинского района

### Гидрография
По центральной части Айнинского района стекает одна из крупнейших рек Средней Азии — Зарафша́н. На западе река стекает по территории Самаркандской области Узбекистана и Пенджикентского района, а на востоке берет начало от Зарафшанского ледника, который находится на территории Таджикистана. По территории района протекает верховье Зарафшана. Именно протекающая по территории Айнинского района часть реки Зарфашан имеет название Матча́. Данная река имеет очень большое значение для сельского хозяйства и экономики не только Айнинского района, но и других районов Таджикистана и Узбекистана. Административный центр района — посёлок городского типа Айни расположен на северном береге реки Зарафшан. По территории района также протекают притоки Зарафшана: Фандарья, Тахматсой. Среднегодовой расход воды на данном участке колеблется в районе 60—120 м³/с. Многоводна на протяжении июля и августа, когда расход воды возрастает до 480 м³/с, и маловодна в апреле, когда расход воды снижается до 15 м³/с.

### Флора и фауна
На территории района повсеместно распространены гребенщик, верблюжья колючка, псоралея, алтей и другие растения, некоторые из которых имеют большое кормовое значение для разводимых здесь гиссарских и каракулевых овец, а также других животных. В горной местности в дикорастущем виде встречаются можжевельник, яблоня, грецкий орех, фисташка, миндаль, шиповник, астрагал, барбарис, кизильник.
На территории района распространены снежный барс, волк, шакал, корсак, кабан, архар, бухарский олень, джейран, заяц, среднеазиатская черепаха, различные виды грызунов, ящериц, включая семейство гекконовых, змей, включая среднеазиатскую кобру, различные виды гадюковых и удавов, из птиц беркут, ястреб, азиатский кеклик, перепёл, рябковые.

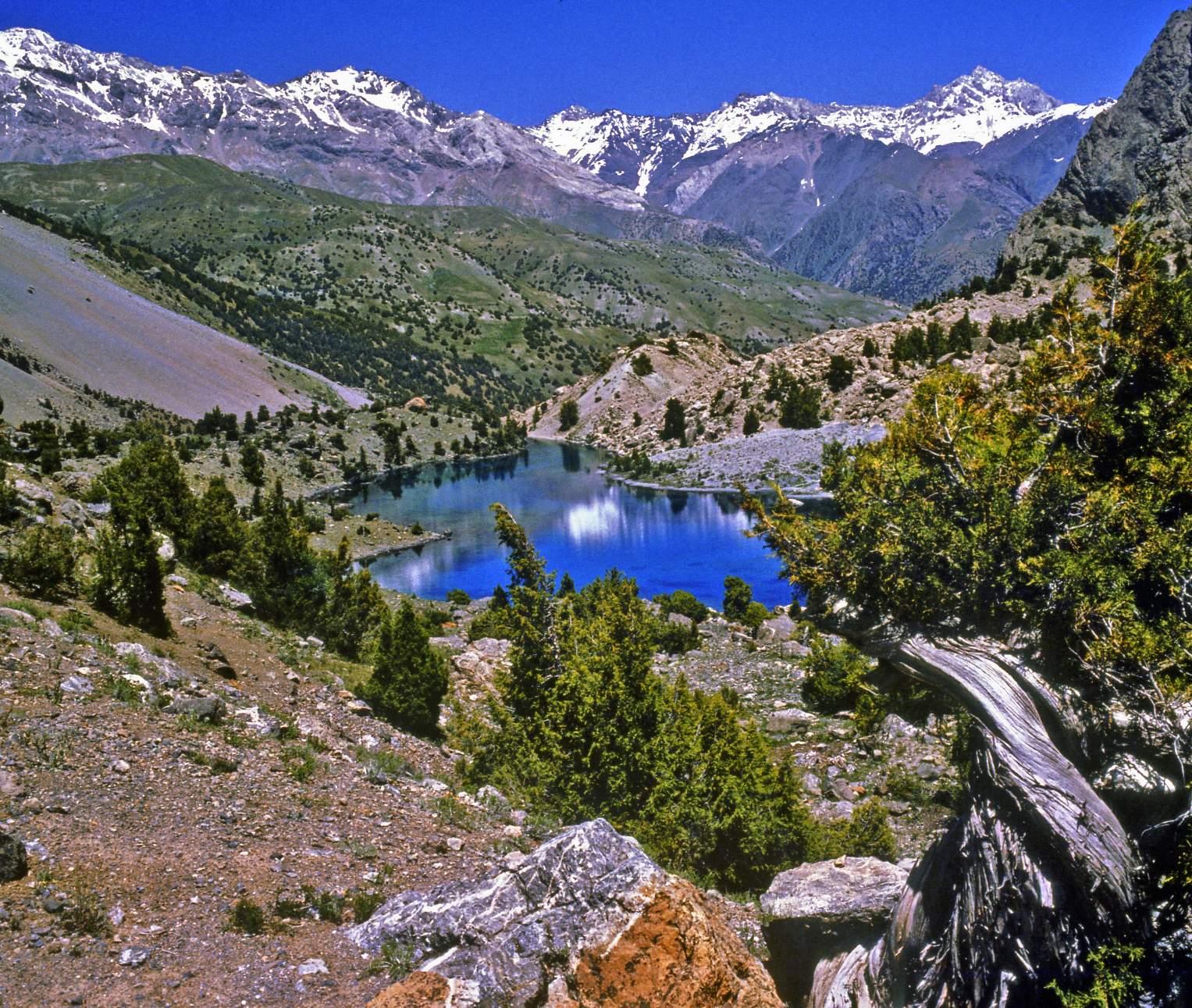
Фанские горы и озеро Фанкуль в южной части Айнинского района

## Хозяйство

### Сельское хозяйство
Орошаемый земельный фонд района в целом составляет 10,0 тыс. га. Из них орошаемые земли составляют 11,3 тыс. га. В Айнинском районе развиты в основном следующие отрасли сельского хозяйства: скотоводство, земледелие, садоводство, виноградарство. По состоянию на 2010-е годы здесь действовало около 170 фермерских хозяйств, специализированных на животноводстве и овощеводстве. Имеются хозяйства по пчеловодству, птицеводству и выращиванию горных целебных трав.

### Промышленность
Промышленность района развита слабо. На территории Айнинского района имеются богатые месторождения мрамора и гранита, а также золота и других драгоценных металлов, но их добыча затруднена или невозможна многими причинами. Функционируют предприятия по переработке мрамора и зерна. Имеются предприятия по производству кирпичей и других строительных материалов, продуктов питания. Функционируют около 10 промышленных предприятий, некоторые из которых являются совместными.

### Транспорт
Общая длина автомобильных дорог на территории Айнинского района составляет около 80 км (по состоянию на 1980-е годы). По территории района проходит автомобильная дорога по маршруту Самарканд — Пенджикент — Душанбе. Автомобильный транспорт является важнейшим и основным видом транспорта в районе. Поддерживается автобусное сообщение по маршрутам Айни — Душанбе, Айни — Худжанд, Айни — Пенджикент и другим. В советские годы существовало автобусное сообщение с Самаркандом и другими городами Узбекистана. В 2015 году за счет привлечения отечественных и зарубежных инвестиций была реконструирована горная автотрасса Айни — Пенджикент.